# Scisciano
Scisciano é uma comuna italiana da região da Campania, província de Nápoles, com cerca de 4.881 habitantes. Estende-se por uma área de 5 km², tendo uma densidade populacional de 976 hab/km². Faz fronteira com Marigliano, Nola, San Vitaliano, Saviano, Somma Vesuviana.

## Demografia
| Variação demográfica do município entre 1861 e 2011                               |
|                                                                                   |
| Fonte: Istituto Nazionale di Statistica (ISTAT) - Elaboração gráfica da Wikipedia |